# Airgest
La Airgest S.p.A. è la società che gestisce l'aeroporto civile "Vincenzo Florio" di Trapani Birgi.
È responsabile dei servizi centralizzati dell'aeroporto, quali il coordinamento di scalo, la gestione dei controlli di sicurezza e la gestione delle attività aeroportuali nel loro complesso.
La società esercita anche l'attività di handler, l'unico presente sullo scalo, assistendo ed erogando servizi a passeggeri, per bagagli, aeromobili e merci.

## Storia
Società mista costituita nel 1992 con capitale a maggioranza pubblico (49% Provincia regionale di Trapani, 2% Camera di Commercio di Trapani) e il restante 49% di privati.
Con la legge regionale del 2013 di soppressione delle province siciliane e il loro conseguente commissariamento, la quota della Provincia è passata alla Regione Siciliana. A seguito della ricapitalizzazione del 2017, a cui i soci privati non hanno partecipato, la componente azionaria è passata al 99,93% in mano alla Regione Siciliana.
Presidente del Cda dall'agosto 2019 è Salvatore Ombra, già presidente dal 2007 al 2012.

## Composizione societaria[2]
| Ente                     | Quota   |
| Regione Sicilia          | 99,931% |
| Sicindustria             | 0,032%  |
| Quercioli Dessena Cesare | 0,020%  |
| C.C.I.A.A. di Trapani    | 0,009%  |
| Altri soci               | 0,008%  |
| Totale                   | 100%    |

## Dati societari
- Ragione sociale: Airgest S.p.A.
- Sede legale: Aeroporto Civile "Vincenzo Florio" - 91020, Misiliscemi (Birgi)
- Partita IVA: 01613650819